# Jacques Marquette
Jacques Marquette [žak markett] (1. června 1637, Laon – 18. května 1675, Ludington) byl francouzský jezuitský misionář. Roku 1668 založil první evropské sídlo na středozápadě dnešních Spojených států, v dnešním státě Michigan – obec Sault Ste. Marie. V roce 1673 spolu s Louisem Jollietem jako první Evropan prozkoumal a zmapoval severní tok řeky Mississippi. Jako misionář působil u řady indiánských kmenů, naučil se za tím účelem i hurónsky.